# Zákupy
Zákupy település Csehországban, Česká Lípa-i járásban. Zákupy Ralsko, Provodín, Velenice, Svojkov, Česká Lípa, Bohatice, Brniště, Cvikov és Pertoltice pod Ralskem településekkel határos. Lakosainak száma 2937 fő (2024. január 1.). Régi német neve Reichstadt.

## Történelme
Ferenc császár 1818. július 22-én unokájának, Napóleon Ferenc Károly hercegnek, a száműzött I. Napóleon francia császár és Mária Lujza főhercegnő egyetlen közös fiának adományozta, aki így Reichstadt hercege lett, kárpótlásul azért, mert 1817-ben a Szent Szövetség megvonta tőle a parmai hercegi trónöröklés jogát.

## Népesség
A település lakosságának változását az alábbi diagram mutatja:
| Lakosok száma | 4411 | 3658 | 3533 | 2437 | 2278 | 2593 | 2817 | 2850 | 2855 | 2937 |
|               | 1869 | 1890 | 1921 | 1950 | 1980 | 2001 | 2017 | 2019 | 2022 | 2024 |